# Chowchilla
Chowchilla is een plaats (city) in de Amerikaanse staat Californië, en valt bestuurlijk gezien onder Madera County.

## Demografie
Bij de volkstelling in 2000 werd het aantal inwoners vastgesteld op 11.127.
In 2006 is het aantal inwoners door het United States Census Bureau geschat op 18.160, een stijging van 7033 (63,2%).

## Geografie
Volgens het United States Census Bureau beslaat de plaats een oppervlakte van
18,4 km², geheel bestaande uit land. Chowchilla ligt op ongeveer 57 m boven zeeniveau.

## Plaatsen in de nabije omgeving
De onderstaande figuur toont nabijgelegen plaatsen in een straal van 32 km rond Chowchilla.